# Abuyog
Abuyog is een gemeente in de Filipijnse provincie Leyte op het eiland Leyte. Bij de laatste census in 2007 had de gemeente ruim 56 duizend inwoners.

## Geografie

### Bestuurlijke indeling
Abuyog is onderverdeeld in de volgende 63 barangays:
| - Alangilan - Anibongan - Bagacay - Bahay - Balinsasayao - Balocawe - Balocawehay - Barayong - Bayabas - Bito - Buaya - Buenavista - Bulak - Bunga - Buntay - Burubud-an | - Cadac-an - Cagbolo - Can-aporong - Can-uguib - Canmarating - Capilian - Combis - Dingle - Guintagbucan - Hampipila - Katipunan - Kikilo - Laray - Lawa-an - Libertad - Loyonsawang | - Mag-atubang - Mahagna - Mahayahay - Maitum - Malaguicay - Matagnao - Nalibunan - Nebga - New Taligue - Odiongan - Old Taligue - Pagsang-an - Paguite - Parasanon - Picas Sur - Pilar | - Pinamanagan - Salvacion - San Francisco - San Isidro - San Roque - Santa Fe - Santa Lucia - Santo Niño - Tabigue - Tadoc - Tib-o - Tinalian - Tinocolan - Tuy-a - Victory |

## Demografie
Abuyog had bij de census van 2007 een inwoneraantal van 56.097 mensen. Dit zijn 2.260 mensen (4,2%) meer dan bij de vorige census van 2000. De gemiddelde jaarlijkse groei komt daarmee uit op 0,57%, hetgeen lager is dan het landelijk jaarlijks gemiddelde over deze periode (2,04%). Vergeleken met de census van 1995 is het aantal mensen met 7.192 (14,7%) toegenomen.

De bevolkingsdichtheid van Abuyog was ten tijde van de laatste census, met 56.097 inwoners op 688,25 km², 81,5 mensen per km².